# Puigdorca
Puigdorca és un mas i antic lloc, situat al municipi de Balsareny (Bages), al sector oriental del terme, a l'esquerra del Llobregat, inclòs en l'Inventari del Patrimoni Arquitectònic de Catalunya. El conjunt inclou l'església romànica de Sant Jaume, que havia estat sufragània de la de Balsareny (amb 11 cases el 1685) i que fou renovada al segle xviii.

## Descripció
Gran casal de planta rectangular, amb tres pisos, cobert a dues aigües, amb el carener paral·lel a la façana. La façana presenta força simetria: els baixos són centrats pel portal d'entrada d'arc rebaixat i adovellat; a banda i banda hi ha una espitllera. La planta senyorial és centrada per una galeria de doble arc rebaixat, de pedra picada i amb les capitells decorats; a cada banda, un balcó.
A la planta superior, sobre els arcs, dos grans ulls de bou el·líptics, a més d'altres obertures, també adovellades.
A les cantoneres de l'edifici hi ha grans carreus de pedra picada. A ponent té un gran terrat adossat. Pel cantó de ponent, el mas té edificades un conjunt de construccions al voltant del seu barri i l'era de batre, entre les quals destaquen coberts, una petita masoveria i la capella de Sant Jaume. Un mur tanca el conjunt.

## Història
L'estructura actual de la masia és bàsicament barroca. Les estructures actuals s'aixecaren a finals del segle xviii, tal com consta a la façana, on hi ha dues llindes on consta la data de 1789, l'any d'aquestes reformes. Posteriorment s'hi han fet altres reformes com el mur que tanca la lliça, aixecat a finals del segle xix (1891).
El mas existia amb anterioritat a aquestes dates; es tractava d'un mas construït prop de l'església de Sant Jaume de Puigdorca, documentada des del segle xii, però de les restes d'aquell mas pràcticament no en queden vestigis.

## Església de Sant Jaume de Puigdorca
L'Església de Sant Jaume de Puigdorca és una capella de petites dimensions, de planta rectangular, que avui forma part de les dependències del mas Puigdorca. Totes les pedres cantoneres són de pedra picada de bona qualitat, com també les del portal d'entrada, rectangular i ornamentat amb motllures, i les de l'estreta finestra que hi ha a la part superior. La coberta de l'edifici és a dos vents, amb el carener perpendicular a la façana. A l'interior hi ha dues laudes sepulcrals, amb data del 1807. A l'altar hi ha les imatges de Sant Jaume, Sant esteve i la Verge de Montserrat. El campanar és d'espadanya, de dos ulls, aixecat amb maó, amb un coronament format per dos quarts d'arc invertits.
La capella de Sant Jaume és esmentada ja el 1154, moment en què tenia la categoria de parroquial. Avui no hi ha restes d'aquesta construcció, o si n'hi ha estarien englobades dins l'edifici del mas Puigdorca. La capella actual és una construcció dels volts del 1624, segons la inscripció de la llinda. El campanar no correspon a la construcció original. En l'actualitat només s'hi celebra missa per la diada de Sant Jaume. Les imatges del seu interior són d'una factura molt recent.